# Blountstown
La ville américaine de Blountstown est le siège du comté de Calhoun, en Floride. Selon le recensement de 2010, Blountstown compte 2 514 habitants.
La ville est nommée en l'honneur de John Blount, un chef séminole local.

## Démographie
| 1910 | 1920 | 1930  | 1940  | 1950  | 1960  |
| ---- | ---- | ----- | ----- | ----- | ----- |
| 546  | 863  | 1 270 | 1 931 | 2 118 | 2 375 |

| 1970  | 1980  | 1990  | 2000  | 2010  | - |
| ----- | ----- | ----- | ----- | ----- | - |
| 2 384 | 2 632 | 2 404 | 2 444 | 2 514 | - |